# Holden (Maine)
Holden es un pueblo ubicado en el condado de Penobscot en el estado estadounidense de Maine. En el Censo de 2010 tenía una población de 3.076 habitantes y una densidad poblacional de 36,51 personas por km².

## Geografía
Holden se encuentra ubicado en las coordenadas 44°45′43″N 68°40′34″O / 44.76194, -68.67611. Según la Oficina del Censo de los Estados Unidos, Holden tiene una superficie total de 84.25 km², de la cual 81.12 km² corresponden a tierra firme y (3.72%) 3.13 km² es agua.

## Demografía
Según el censo de 2010, había 3.076 personas residiendo en Holden. La densidad de población era de 36,51 hab./km². De los 3.076 habitantes, Holden estaba compuesto por el 97.14% blancos, el 0.49% eran afroamericanos, el 0.65% eran amerindios, el 0.13% eran asiáticos, el 0.2% eran isleños del Pacífico, el 0.26% eran de otras razas y el 1.14% pertenecían a dos o más razas. Del total de la población el 1.46% eran hispanos o latinos de cualquier raza.